# Quaestio
Het Latijnse woord quaestio [meervoud quaestiones, afgeleid van het werkwoord quaerere = (onder)zoeken] betekent in de meest ruime zin onderzoek.

## Algemeen
- In die algemene betekenis kan het verwijzen naar iedere vorm van wetenschappelijk onderzoek of filosofische reflexie, zoals bij vb. in de Naturales Quaestiones van Seneca of de Quaestiones van meester Eckhart, Siger van Brabant of Thomas van Aquino.
- Quaestio was echter ook een juridische term in het Oude Rome: het was zowel de benaming voor een gerechtelijk onderzoek, als voor een rechtbank ter beoordeling van criminele gevallen, onder voorzitterschap van een praetor.

## Quaestiones extraordinariae
Hoewel iedere Romeinse magistraat binnen zijn eigen ambtsgebied over beperkte jurisdictie beschikte, konden sinds het einde van de 4e eeuw v.Chr. voor bepaalde delicten ook quaestiones extraordinariae samengesteld worden. Deze gelegenheidsrechtbanken werden gevormd bij senaats- of volksbesluit en bestonden uit senatoren. Meer bepaald werden de leden ervan aangewezen door de volksvergaderingen, terwijl de senaat de magistraat-voorzitter aanwees, maar wel op formeel verzoek van het volk. De bevoegdheid van de quaestiones extraordinariae was nauwkeurig omschreven. Geleidelijk evolueerden deze gelegenheidsrechtbanken tot vaste instellingen en kregen toen de naam quaestiones perpetuae.

## Quaestiones perpetuae

#### Historiek
In 149 v.Chr. werd door de Lex Calpurnia de Pecuniis Repetundis (op voorstel van de tribuun Lucius Calpurnius Piso Frugi) de eerste quaestio perpetua in het leven geroepen: dit was een permanent hof van gezworenen dat moest oordelen over gevallen van afpersing. Ze was bevoegd tot het bestraffen van corrupte provinciegouverneurs, die zich in hun ambtsgebied aan afpersing hadden schuldig gemaakt. Gaius Gracchus liet het lidmaatschap ook openstellen voor equites.
Geleidelijk aan ontstonden er ook nog andere gelijksoortige rechtbanken. Ze bestonden uit minstens dertig leden en kregen te oordelen over allerlei misdaden van ernstige aard (vergiftiging of andere moord, landverraad of heiligschennis). De desbetreffende instellingswet stipuleerde telkens de bijzondere modaliteiten en bevoegdheden van de quaestio.
In de laatste jaren van de Republiek was het aantal quaestiones perpetuae opgelopen tot acht, voor ieder specifiek misdrijf een. Een wet van Sulla uit 81 v.Chr. bracht toen eveneens het aantal praetoren op acht, waarvan er zes (de zogenaamde praetores quaesitores) moesten fungeren als permanent voorzitter van de quaestiones. Waren er niet genoeg praetoren beschikbaar, dan konden ook aediles na hun ambtsjaar als zodanig fungeren.

#### Werking van de quaestiones
Kandidaat-juryleden voor de quaestiones perpetuae werden door de praetor urbanus ingeschreven in het album iudicum, waarna ze door loting werden aangeduid. De quaestor verdeelde de gekozen juryleden over de verschillende rechtbanken, waarvan dus de eigenlijke jury vóór ieder proces werd samengesteld. Aan de samenstelling van het hof werkten de aanklager én de beklaagde mee: zij hadden een beperkt recht om bepaalde burgers uit te nodigen als gezworenen op te treden alsook om ze desgevallend te wraken.
Iedere Romeinse burger kon de voorzitter van een quaestio verzoeken (= postulatio) een aanklacht te mogen indienen (= nominis delatio). Als de aanklacht ontvankelijk werd verklaard, werd de zaak op de rol geplaatst (= receptio nominis).
Er werd geoordeeld bij meerderheid van stemmen. De voorzitter, die zelf geen stemrecht had, bepaalde de strafmaat in overeenstemming met de wet. Hoger beroep ("provocatio") tegen de uitspraak van een quaestio was niet mogelijk.

## Andere juridische instanties
Sedert het begin van de 2e eeuw v.Chr. werd ook door de tresviri capitales, en in de Keizertijd bovendien ook door de praefecti urbi recht gesproken, maar ook hierbij sprak een consilium zich uit over de schuldvraag. 
Toen in de 3e eeuw na Chr. de jurisdictie in criminele gevallen aan andere staatsorganen werd toevertrouwd, betekende dit het einde van de quaestiones.